# Centre LGBT Paris-Île-de-France
Centre LGBT Paris-Île-de-France je francouzské sdružení se sídlem v Paříži na adrese 63, Rue Beaubourg ve 3. obvodu. Vzniklo v roce 1993 jako informační centrum pro LGBT osoby. K tomuto účelu provozuje telefonní linku, tematickou knihovnu a nabízí pomoc v boji proti AIDS.

## Historie
Předchůdcem centra byl původně Maison des homosexualités (Dům homosexuálů) založený roku 1989. Dne 22. března 1993 vzniklo Centre gai et lesbien de Paris (Gay a lesbické centrum v Paříži) jako reakce na šíření HIV / AIDS na přelomu 80. a 90. let. Od roku 1994 asociace sídlila v Rue Keller v 11. obvodu. V roce 2002 došlo ke změně názvu na Centre LGBT Paris-Île-de-France. V roce 2008 se centrum přestěhovalo do nových prostor v Rue Beaubourg.

## Aktivity
Cílem centra je poskytovat podporu LGBT sdružením v regionu Île-de-France a v Paříži, nabízet služby a odbornou pomoc veřejnosti, hájit rovnost osobních a sociálních práv LGBT osob a bojovat proti homofobii. Centrum též poskytuje LGBT sdružením místo k jejich činnosti.
Centrum je zřízeno na základě spolkového zákona z roku 1901, má správní radu volenou valnou hromadou. Tým tvoří asi 70 dobrovolníků.
Centrum provozuje knihovnu (Bibliothèque Jean-Le-Bitoux), která shromažďuje a poskytuje bezplatně téměř 10 000 dokumentů týkajících se homosexuality, bisexuality a transsexuality, jakož i LGBT beletrii či díla LGBT autorů.